# Santo Antônio da Barra
Santo Antônio da Barra là một đô thị thuộc bang Goiás, Brasil. Đô thị này có diện tích 451,596 km², dân số năm 2007 là 4632 người, mật độ 10,3 người/km².